# Comarca Jaraíz de la Vera
Die Comarca Jaraíz de la Vera ist eine der zehn Comarcas in der Provinz Cáceres.
Die im Nordosten der Provinz gelegene Comarca umfasst 14 Gemeinden auf einer Fläche von 704,30 km².

## Gemeinden
| Gemeinde                  | Einwohner (2024) | Fläche km² | Dichte Einw./km² | Cod INE | Postleitzahl |
| ------------------------- | ---------------- | ---------- | ---------------- | ------- | ------------ |
| Aldeanueva de la Vera     | 1.997            | 37,60      | 53               | 10014   | 10440        |
| Collado de la Vera        | 276              | 44,94      | 6                | 10065   | 10414        |
| Cuacos de Yuste           | 829              | 52,63      | 16               | 10068   | 10430        |
| Garganta la Olla          | 883              | 48,06      | 18               | 10079   | 10412        |
| Guijo de Santa Bárbara    | 363              | 34,54      | 11               | 10091   | 10459        |
| Jaraíz de la Vera         | 6.720            | 62,53      | 107              | 10104   | 10400        |
| Jarandilla de la Vera     | 2.845            | 61,51      | 46               | 10105   | 10450        |
| Losar de la Vera          | 2.805            | 82,08      | 34               | 10110   | 10460        |
| Madrigal de la Vera       | 1.533            | 41,63      | 37               | 10111   | 10480        |
| Robledillo de la Vera     | 259              | 12,83      | 20               | 10157   | 10493        |
| Talaveruela de la Vera    | 301              | 21,34      | 14               | 10179   | 10491        |
| Valverde de la Vera       | 448              | 46,95      | 10               | 10204   | 10490        |
| Viandar de la Vera        | 218              | 28,00      | 8                | 10206   | 10492        |
| Villanueva de la Vera     | 2.110            | 129,66     | 16               | 10212   | 10470        |
| Comarca Jaraiz de la Vera | 21.587           | 704,30     | 31               | –       | –            |

## Nachweise
1. ↑  Instituto Nacional de Estadística Municipal Register of Spain
2. ↑  FUENTE: Ministerio de Agricultura, Pesca y Alimentación